# Dubuque Egyetem
A Dubuque Egyetem egy presbiteriánus magánegyetem az iowai Dubuque városában. Tanulóinak száma mintegy 1600 fő. Az egyetem a tanulóktól beszedett tandíjakból és a városi közösség adományaiból tartja fenn magát.

## Története
A Dubuque Egyetemet 1852-ben alapította Adrian Van Vliet tiszteletes, hogy a Középnyugat bevándorlói tanulhassanak valahol. Kezdetben kevés diákkal indult az oktatás, főleg német telepesek gyerekeinek, így - bár az alapító maga holland volt - a tanítási nyelv 1896-ig a német volt. 1864-ben a dubuque-i presbitérium vette át az intézmény vezetését és a neve Északnyugati Német Teológiai Iskolára (The German Theological School of The North West) változott. 1870-ben a presbiteriánus egyház vette át az intétményt. 1871-ben, Van Vliet halála után, Jacob Conzett vezette az iskolát. 1872-ben a 17. utcai téglaépületbe költözött az iskola, ahol majd 35 évig volt a székhelye. 1901-ben Cornelius Martin Steffens lett az egyetem pénzügyi vezetője. Egy liberális bölcsészeti főiskola és akadémia is csatlakozott az intézményhez, így 1906-ban adhatták ki az elő főiskolai diplomákat. Steffens 1908-tól 1924-ig vezette az intézményt. Az iskola 1907-ben költözött a mai helyére, az Egyetemi sugárútra. 1911-ben koedukált lett. 1916-ban az intézmény, amelynek neve akkor Dubuque-i német főiskola és Szeminárium (Dubuque German College and Seminary) volt, kivette a nevéből a Német szót, főleg az első világháború miatt. Innentől Dubuque-i Főiskola (Dubuque College) néven volt ismert.

## Híres diákok
- Edward A. Butler - olimpikon (1920)
- Tony Danza - színész
- George O'Leary - amerikaifutball-edző
- Jim Leavitt - amerikaifutball-edző

## Külső hivatkozások
- Az egyetem honlapja (angolul)
- University of Dubuque Official Athletics Website
- Article on Dubuque's 1999-2000 Financial Crisis
- Site presenting information, including primary documents, on issues surrounding the Wendt Center.